# Българска литература между двете световни войни
Българска литература между двете световни войни е период в българската литература, често смятан за особено противоречив и в същото време най-богат естетически за литературата през 20 век.
Периодът между войните се характеризира с идейна конфронтация и несигурност в обществения живот. Наблюдава се спад на поетите – много от тях загиват на фронта. Издателствата спират работа. Освен това случващите се в обществото бунтове, атентати и преврати също повлияват на литературата като ѝ се отразяват зле.
Литературният живот през периода е белязан от разнообразни и противоречиви естетически търсения. Водят се остри полемики за „посоките и целите“ на българската литература, за разбирането на родното. 
През този период българската литература се модернизира.
Най-големите успехи в периода между двете световни войни са в областта на лирическата поезия и на разказа. Изявите в областта на романа се движат в широкия диапазон от реалистичната епическа традиция до психологическите търсения и провокативните модернистични експерименти. Критиката продължава да очаква раждането на значимия национален роман и се отнася негативно към повечето романи. Голям читателски успех бележи историческият роман.

## Литературни направления
За периода между войните в българската литература е характерен символизмът, който се среща дори и през 40-те години. Заражда се дръзкото направление експресионализъм. Друго интересно направление е диаболизмът – синтез на романтичните традиции и на новия интерес към „поетиката на ужаса". Диаболисти през този период са Чавдар Мутафов, Светослав Минков, Владимир Полянов и Георги Райчев. Въпреки че има своята публика, диаболизмът доста бързо изчезва.

## Представители
- Сред най-известните имена в поезията са:

Христо Смирненски, Гео Милев, Никола Фурнаджиев, Атанас Далчев, Елисавета Багряна и др.
- Сред най-известни имена в областта на прозата са:

Антон Страшимиров, Ангел Каралийчев, Георги Райчев, Стоян Загорчинов, Георги Караславов, Йордан Йовков и др.,

## Литературни общности и списания
През периода между двете световни войни се създават редица творчески обединения. Една част от тях обявяват своите позиции чрез манифести, а други чрез конкретната си литературна политика. Пример за литературна общност, която няма тясно формулирана естетическа програма, е групата писатели около сп. „Златорог“, което излиза в периода 1920 – 1943 г. под редакцията на Владимир Василев.
Опит за обединение на принципна естетическа и демократична основа е списанието „Изкуство и критика", редактирано от критика Георги Цанев и излизащо от 1938 до 1943 г.
Краткотрайно просъществувалият кръг „Стрелец" шумно прокламира своите представи за литературата, дефинира целите и задачите си. Двете издания, свързани с това обединение, вестниците „Изток" и „Стрелец", развиват идеи за ново духовно и културно възраждане, за преосмисляне на отношенията между родното и чуждото.
Други списания и вестници от периода са:
- Списание „Везни“, излизащо от 1919 г. до 1922 г. под ръководството на Гео Милев.
- Списание „Пламък“, излизащо през 1924 г. и 1925 г. Главен редактор Гео Милев, издател и редактор Марко Марчевски, редактори Николай Хрелков, Христо Ясенов, Антон Страшимиров.
- Месечното списание „Хиперион“, излизащо в периода 1922 г. – 1931 г.

- Седмичниците „Изток“ (1926 г. – 1927 г.) и „Стрелец“ (1927 г.), издавани от литературния кръг „Стрелец“
- Вестник „Развигор“, с редактор Ал. Балабанов. Първи брой излиза през 1921 г.
- Вестник „Ведрина" (1926 – 1927) на А. Страшимиров.
- Вестниците „Литературни новини" и „Литературен живот" и др.
- Вестник „Литературен глас" (1928 – 1944) на Д.Б. Митов.
- „Вестник на жената" (1921 – 1944) на Христо Чолчев. Този вестник дава трибуна на българските писателки и поетеси, чието присъствие в литературата става все по-забележимо след войните.